# واثق بك العظم
واثق مؤيد العظم (1890-1941)، سياسي سوري من دمشق، كان سفيراً للدولة العثمانية في إسبانيا ثم وزيراً للداخلية في سورية خلال الثورة السورية الكبرى. وهو ابن شفيق مؤيد العظم، أحد شهداء 6 أيار 1916.

## البداية
ولِد واثق مؤيد العظم في دمشق ودَرس في مدارس اسطنبول، ثم نال شهادة في العلوم السّياسية والإدارية من المعهد الملكي في العاصمة العثمانية. كان والده شفيق مؤيد العظم من أعيان دمشق، انتُخب نائباً عن المدينة في مجلس المبعوثان في عهد السلطان عبد الحميد الثاني. التحق واثق مؤيد العظم بالعمل في وزارة الخارجية العثمانية وتدرّج في وظائفها حتى وصل إلى مرتبة سفير في إسبانيا عشية اندلاع الحرب العالمية الأولى. ولكنه استقال من منصبه عام 1916 بعد إعدام والده في ساحة المرجة بدمشق بتهمة الخيانة العظمى، بأمر من جمال باشا، الحاكم العسكري لولاية سورية.

## وزيراً للزراعة في حكومة الداماد الأولى
ظلّ واثق مؤيد العظم في أوروبا طوال سنوات الحرب وعاد إلى دمشق في عهد الملك فيصل الأول عام 1919. وبعد فرض الانتداب الفرنسي على سورية عُيّن مؤيد العظم وزيراً للزراعة في حكومة الداماد أحمد نامي، صهر السلطان عبد الحميد الثاني، يوم 23 نيسان 1926. كانت حكومة الداماد حكومة وحدة وطنية هدفت لإرضاء أكبر شريحة ممكنة من التيارات السّياسية في البلاد، وفي برنامجها المُعلن أمام الشعب السوري، وعَدَت بالسعي لانضمام سورية إلى عصبة الأمم وتحويل الانتداب الفرنسي إلى معاهدة بين فرنسا وسورية، مدتها ثلاثة عقود، تحافظ على وحدة وسيادة الأراضي السورية. كما وعَدت الحكومة بانتخابات حرة تؤدي إلى مجلس تأسيس مُكلف بوضع دستور جديد للبلاد، ولكن كل هذه الوعود لم تُنفّذ بسبب سقوط الحكومة السريع في حزيران 1926، بعد اعتقال ثلاثة من أعضائها بتهمة التخابر السري مع قادة الثورة السورية الكبرى.

## وزيراً للداخلية في حكومة الداماد الثانية
شكّل أحمد نامي حكومته الثانية، وأوكل فيها واثق مؤيد العظم بوزارة الداخلية، خلفاً للوزير المُعتقل حسني البرازي، أحد قادة الحركة الوطنية. كلّفه أحمد نامي بالتفاوض مع قادة الثورة لإنهاء العصيان المُسلح في جبل الدروز وغوطة دمشق، طالباً منهم تسليم السلاح والقبول بحل سياسي مع دولة الانتداب. حافظ مؤيد العظم على منصبه لمدة ستة أشهر، حتى استقالة الحكومة مجدداً في 2 كانون الأول 1926.

## أميناً على العاصمة دمشق وقائداً للشرطة السورية
بعد خروجه من الحكومة بأسابيع قليلة، كُلّف واثق مؤيد العظم بأمانة العاصمة (أي محافظ لمدينة دمشق) وسُمي قائداً للشرطة السورية في عهد الشيخ تاج الدين الحسني عام 1928. في تلك المناصب الحساسة التي جمع بينها، أصبح مؤيد العظم الرجل الأقوى في دمشق، مُشرفاً على الأمن وكافة الأمور الإدارية. استَخدم نفوذه الواسع لدَعم الشيخ تاج في الانتخابات النيابية لعام 1932، وتَحالف مع وزير الداخلية في عهده سعيد محاسن، لإنجاح قائمة الحكومة التي كانت برئاسة الشيخ تاج. ومع ذلك، فقد هُزم الشيخ تاج في هذه الانتخابات، وفاز خصمه محمّد علي العابد برئاسة الجمهورية السورية في صيف عام 1932، الذي عَيّنَ واثق مؤيد العظم مديراً لمصلحة البرق والبريد في عهده حتى عام 1936، وكان هذا آخر منصب في حياته.

## الوفاة
توفي واثق مؤيد العظم عن عمر ناهز 51 عاماً يوم 5 أيار 1941. في مذكراته، وصف رئيس الحكومة خالد العظم صديقه واثق مؤيد العظم بالقول: «كان عفيف اليد، مات في حالة من البؤس المادي لا يتناسب مع ما خلّفه له والده من ثروة، ومع ما كان يستطيع أن يحصل عليه لولا استقامته وعفته وكرهه الرشوة.»